# Bio-FET

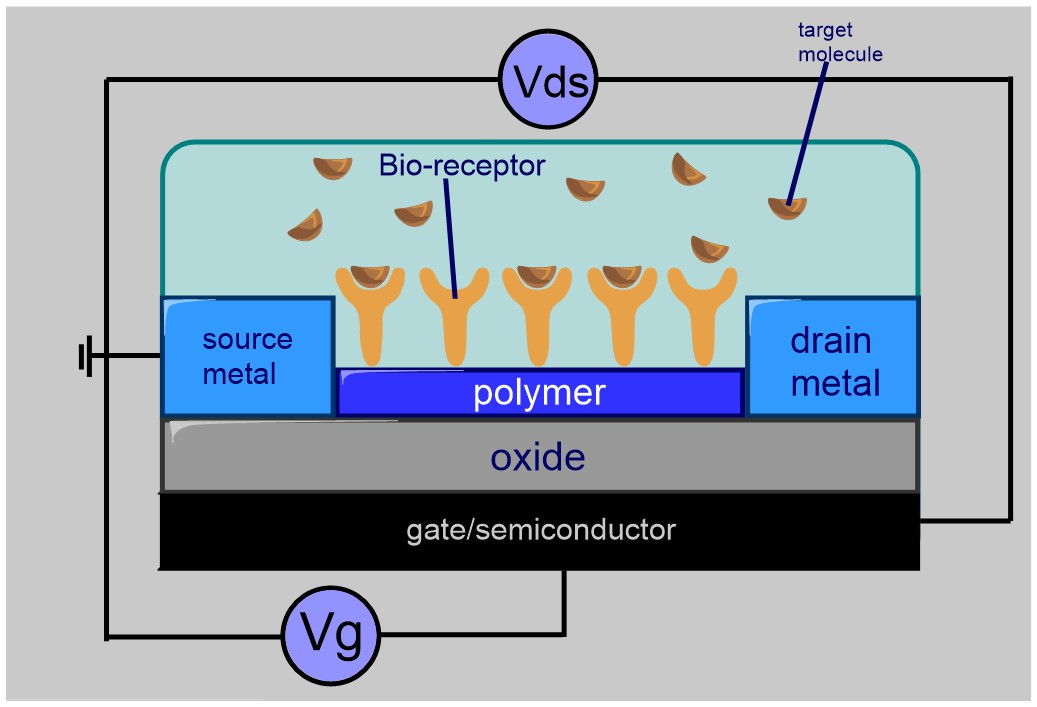
En un BioFET típic, una capa aïllant elèctricament i químicament (per exemple Sílice) separa la solució d'analit del dispositiu semiconductor. Una capa de polímer, més comunament APTES, s'utilitza per unir químicament la superfície a un receptor que és específic de l'analit (per exemple, biotina o un anticòs). En unir l'analit, es produeixen canvis en el potencial electroestàtic a la superfície de la capa d'aïllament d'electròlits, que al seu torn es tradueixen en un efecte d'obtenció electroestàtica del dispositiu semiconductor i un canvi mesurable en el corrent entre els elèctrodes font i drenatge.

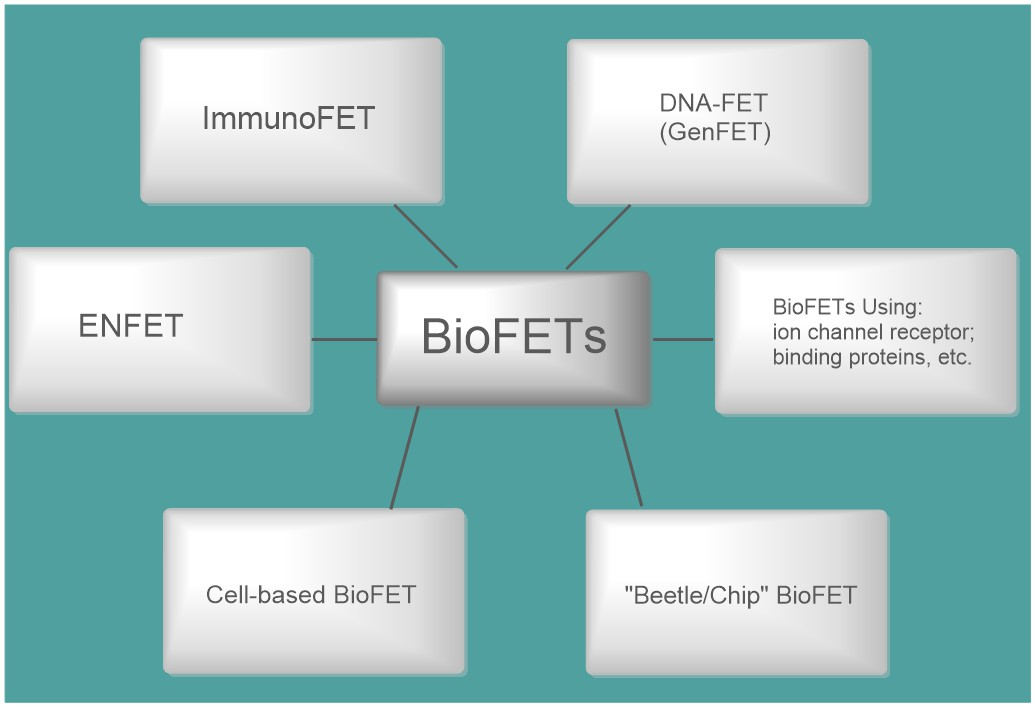
Els bio-FET es classifiquen en funció de l'element de bioreconeixement utilitzat per a la detecció: En-FET que és un FET modificat amb enzims, Immuno-FET que és un FET modificat immunològicament, DNA-FET que és un FET modificat per ADN, CPFET que és FET amb potencial cel·lular, FET d'escarabat/xip i basat en BioFET artificial.

Un biosensor basat en transistors d'efecte de camp, també conegut com a transistor d'efecte de camp de biosensor (Bio-FET o BioFET), biosensor d'efecte de camp (FEB), o biosensor MOSFET, és un transistor d'efecte d camp (basat en l'estructura MOSFET) que està controlat per canvis en el potencial superficial induïts per la unió de molècules. Quan les molècules carregades, com ara les biomolècules, s'uneixen a la porta FET, que sol ser un material dielèctric, poden canviar la distribució de càrrega del material semiconductor subjacent donant lloc a un canvi en la conductància del canal FET. Un Bio-FET consta de dos compartiments principals: un és l'element de reconeixement biològic i l'altre és el transistor d'efecte de camp. L'estructura BioFET es basa en gran manera en el transistor d'efecte de camp sensible a ions (ISFET), un tipus de transistor d'efecte de camp d'òxid metàl·lic i semiconductor (MOSFET) on la porta metàl·lica es substitueix per una membrana sensible als ions, solució d'electròlits, i elèctrode de referència.

## Història
El MOSFET (transistor d'efecte de camp de metall-òxid-semiconductor, o transistor MOS) va ser inventat per Mohamed M. Atalla i Dawon Kahng el 1959, i demostrat el 1960. Dos anys més tard, Leland C. Clark i Champ Lyons van inventar el primer biosensor el 1962. Els MOSFET de biosensor (BioFET) es van desenvolupar posteriorment, i des de llavors s'han utilitzat àmpliament per mesurar paràmetres físics, químics, biològics i ambientals.
El primer BioFET va ser el transistor d'efecte de camp sensible a ions (ISFET), inventat per Piet Bergveld per a aplicacions electroquímiques i biològiques el 1970. Altres BioFET primerencs inclouen el FET d'adsorció (ADFET) patentat per PF Cox el 1974, i un MOSFET sensible a l'hidrogen demostrat per I. Lundstrom, MS Shivaraman, CS Svenson i L. Lundkvist el 1975. L'ISFET és un tipus especial de MOSFET amb una porta a una certa distància, i on la porta metàl·lica es substitueix per una membrana sensible als ions, solució d'electròlits i elèctrode de referència. L'ISFET s'utilitza àmpliament en aplicacions biomèdiques, com ara la detecció d'hibridació d'ADN, detecció de biomarcadors de sang, detecció d'anticossos, mesura de glucosa, detecció de pH i tecnologia genètica.

## Funcionament
Els bio-FET acoblen un dispositiu transistor amb una capa biosensible que pot detectar específicament biomolècules com ara àcids nucleics i proteïnes. Un sistema Bio-FET consisteix en un transistor d'efecte de camp semiconductor que actua com a transductor separat per una capa aïllant (p. ex. SiO₂) de l'element de reconeixement biològic (per exemple, receptors o molècules de sonda) que són selectius per a la molècula diana anomenada analit. Una vegada que l'analit s'uneix a l'element de reconeixement, la distribució de càrrega a la superfície canvia amb un canvi corresponent en el potencial de superfície electroestàtica del semiconductor. Aquest canvi en el potencial superficial del semiconductor actua com una tensió de porta en un MOSFET tradicional, és a dir, canviant la quantitat de corrent que pot fluir entre els elèctrodes font i drenatge. Aquest canvi de corrent (o conductància) es pot mesurar, així es pot detectar la unió de l'analit. La relació precisa entre el corrent i la concentració d'analit depèn de la regió de funcionament del transistor.

## Fabricació
La fabricació del sistema Bio-FET consta de diversos passos de la següent manera:
1. Trobar un substrat adequat per servir com a lloc FET i formar un FET al substrat,
2. Exposar un lloc actiu del FET des del substrat,
3. Proporcionar una capa de pel·lícula de detecció al lloc actiu de FET,
4. Proporcionar un receptor a la capa de pel·lícula de detecció per tal de ser utilitzat per a la detecció d'ions,
5. Eliminant una capa semiconductora i aprimant una capa dielèctrica,
6. Gravant la part restant de la capa dielèctrica per exposar un lloc actiu del FET,
7. Eliminació del fotoresistent i dipositat d'una capa de pel·lícula de detecció seguida de la formació d'un patró de fotoresist a la pel·lícula de detecció,
8. Gravar la part no protegida de la capa de pel·lícula de detecció i eliminar el fotoresistent[19]